# 哈布特·乔治斯
哈比特·乔治斯（1851年—1926年12月12日），是埃塞俄比亚帝国时期的军人和政治家。乔治斯是皇帝孟尼利克二世的亲信将领，他曾在阿杜瓦战役中发挥了重要作用。他于1909年至1926年期间成为该国首任总理兼战争大臣。